# 歪叶榕
歪叶榕（学名：Ficus cyrtophylla）是桑科榕属的植物。分布在缅甸、印度、锡金、泰国、越南、不丹以及中国大陆的广西、西藏、贵州、四川、云南等地，生长于海拔500米至800米的地区，常生长在山地疏林中，目前已由人工引种栽培。

## 别名
图版44：8-10 不对称榕（云南种子植物名录）